# Raúl Cubas Grau
Raúl Cubas Grau (ur. 23 sierpnia 1943 w Asunción) – paragwajski polityk, inżynier i przedsiębiorca budowlany, minister finansów w 1996, prezydent kraju w latach 1998–1999, ustąpił po ujawnieniu jego udziału w zabójstwie wiceprezydenta Luisa Marii Arganii i wyemigrował.